# Bolesław Faron
Bolesław Faron (ur. 17 lutego 1937 w Czarnym Potoku) – polski historyk literatury specjalizujący się w historii literatury polskiej, profesor nauk humanistycznych, krytyk, publicysta, polityk, przedsiębiorca, w latach 1981–1985 minister oświaty i wychowania, w latach 1986–1990 dyrektor Instytutu Polskiego w Wiedniu.

## Życiorys
Syn Jana i Anny. Absolwent I Liceum Ogólnokształcącego im. Jana Długosza w Nowym Sączu (1954), studiował filologię polską w Wyższej Szkole Pedagogicznej w Krakowie (1954–1958). Po studiach pracował jako wychowawca w Internacie Zasadniczej Szkoły Zawodowej w Nowej Hucie (1958–1961) i nauczyciel języka polskiego w II LO im. Króla Jana III Sobieskiego w Krakowie (1959–1964). W 1966 uzyskał stopień doktora nauk humanistycznych WSP (praca Twórczość Zbigniewa Uniłowskiego na tle prozy drugiego dziesięciolecia międzywojennego). W latach 1971–75 został prorektorem WSP, a od 1975 pełnił funkcję przewodniczącego Komisji Historycznoliterackiej Oddziału Polskiej Akademii Nauk w Krakowie (poprzednio sekretarz naukowy). W tym samym roku uzyskał stopień doktora habilitowanego (praca Stefan Kołaczkowski jako krytyk i historyk literatury), został także rektorem WSP (do 1981). W wieku 41 lat, w 1978 roku otrzymał od Rady Państwa tytuł profesora nadzwyczajnego nauk humanistycznych. Od 2000 roku dyrektor Instytutu Filologii Polskiej Akademii Pedagogicznej w Krakowie. Wchodzi także w skład rady programowej Akademii Jakości Życia przy Małopolskiej Wyższej Szkole Zawodowej im. Józefa Dietla w Krakowie. Współpracownik i członek komitetu redakcyjnego „Rocznika Sądeckiego”. Członek Klubu Przyjaciół Ziemi Sądeckiej.
W okresie 1952–1956 należał do Związku Młodzieży Polskiej. W 1956 roku wstąpił do Polskiej Zjednoczonej Partii Robotniczej. Był delegatem na VI i IX Zjazd PZPR, obejmował w latach 1966–1971 funkcję I sekretarza komitetu uczelnianego partii przy WSP, od 1981 do 1986 był zastępcą członka Komitetu Centralnego PZPR. Do Narodowej Rady Kultury należał w latach 1983–1986. Od lutego 1981 do listopada 1985 roku był ministrem oświaty i wychowania w rządzie Wojciecha Jaruzelskiego (za jego rządów opracowano Kartę Nauczyciela oraz zniesiono obowiązkową maturę z matematyki).
Radca ds. kultury i nauki ambasady polskiej i dyrektor Instytutu Polskiego w Wiedniu (1986–1990).
Uczestnik życia krytycznoliterackiego, współpracownik pism, np. („Ruch Literacki” – redaktor naczelny w latach 1977–81, „Twórczość”, „Odra”, „Życie Literackie”, „Ojczyzna-Polszczyzna”, „Przegląd Humanistyczny”). Założyciel i dyrektor naukowy Wydawnictwa Edukacyjnego w Krakowie (od 1993), inicjator edycji serii podręczników do nauki języka polskiego To lubię. Specjalista z zakresu literatury Młodej Polski, dwudziestolecia międzywojennego i piśmiennictwa współczesnego; znawca twórczości Władysława Orkana i Zbigniewa Uniłowskiego.
Mieszka w Krakowie. Jest bratem Stanisława Farona.

## Ordery i odznaczenia
- Krzyż Komandorski Orderu Odrodzenia Polski (6 sierpnia 2001)[7]
- Krzyż Oficerski Orderu Odrodzenia Polski (1985)
- Krzyż Kawalerski Orderu Odrodzenia Polski (1974)
- Srebrny Krzyż Zasługi (1969)[8]
- Medal Komisji Edukacji Narodowej (1975)
- Odznaka tytułu honorowego „Zasłużony Nauczyciel PRL” (1989)[9]
- Srebrny Order „Gwiazda Przyjaźni między Narodami” (Niemiecka Republika Demokratyczna, 1985[10])

## Publikacje
- Bolesław Faron, Zbigniew Uniłowski, Kraków: Państw. Wyd. nauk., 1969 [dostęp 2018-03-18]. Brak numerów stron w książce
- Bolesław Faron, Stanisław Piętak, Kraków: Państwowe Wydaw. Naukowe, 1971 [dostęp 2018-03-18]. Brak numerów stron w książce
- Bolesław Faron, Stefan Kołaczkowski jako krytyk i historyk literatury., Wrocław: Ossolineum, 1976 [dostęp 2018-03-18]. Brak numerów stron w książce
- Bolesław Faron, Oświatowe przekroje i zbliżenia., Warszawa: Ksia̜żka i Wiedza, 1985 [dostęp 2018-03-18]. Brak numerów stron w książce
- Stanisław Burkot, Bolesław Faron, Współczesna poezja polska, Kraków: Wydawnictwo Naukowe WSP, 1971 [dostęp 2018-03-18]. Brak numerów stron w książce
- Bolesław Faron (red.), Prozaicy dwudziestolecia międzywojennego. Sylwetki. Pod redakcją B. Farona., Warszawa: Wiedza Powszechna, 1972 [dostęp 2018-03-18]. Brak numerów stron w książce
- Władysław Orkan, Komornicy i opowiadania wybrane: Wyboru dokonał i posłowiem opatrzył Bolesław Faron, (Warszawa 1975 [dostęp 2018-03-18]. Brak numerów stron w książce
- Zbigniew Uniłowski, Bolesław Faron, Wspólny pokój i inne utwory, Wrocław; Warszawa; Kraków; Gdańsk: Zakład narodowy imienia Ossolińskich, 1976 [dostęp 2018-03-18]. Brak numerów stron w książce
- Zbigniew Uniłowski, Bolesław Faron, Zbigniew Uniłowski, Zbigniew Uniłowski, Wydawnictwo Literackie, Żyto w dżungli ; Pamiętnik morski ; Reportaże, Kraków: Wydaw. Literackie, 1981, ISBN 83-08-00418-0 [dostęp 2018-03-18]. Brak numerów stron w książce
- Boles·law Faron, Spotkania i powroty: sylwetki i szkice o literaturze, Warszawa [u.a.: Wydawn. Edukacyjne, 1995, ISBN 83-86663-08-1 [dostęp 2018-03-18]. Brak numerów stron w książce
- Bolesław Faron, Jama Michalika: przewodnik literacki, Kraków: Oficyna ¿7FCracovia", 1995, ISBN 83-85104-79-8 [dostęp 2018-03-18]. Brak numerów stron w książce
- Bolesław Faron, Władysław Orkan, Kraków: Wydawn. Edukacyjne, 2004, ISBN 83-89434-70-9 [dostęp 2018-03-18]. Brak numerów stron w książce
- Bolesław Faron, Okruchy: szkice o literaturze i kulturze XX wieku, Kraków: Wydawnictwo Edukacyjne, 2005 [dostęp 2018-03-18]. Brak numerów stron w książce
- Boles·law Faron, Powrót do korzeni, Kraków: Wydawn. Edukacyjne, 2000, ISBN 83-88365-01-0 [dostęp 2018-03-18]. Brak numerów stron w książce
- Bolesław Faron, Powrót do korzeni: nowy, Kraków: Wydawn. Edukacyjne, 2010, ISBN 978-83-61009-30-6 [dostęp 2018-03-18]. Brak numerów stron w książce